# Тети Вја (Торино)
Тети Вја је насеље у Италији у округу Торино, региону Пијемонт.
Према процени из 2011. у насељу је живело 57 становника. Насеље се налази на надморској висини од 502 м.